# フジテレビ系列夕方ニュース枠
フジテレビ系列夕方ニュース枠（フジテレビけいれつゆうがたニュースわく）とは、フジテレビをはじめとするFNN系列で、毎日夕方に放送されている報道番組の一覧のことである。1985年4月1日、日本テレビ系番組から鞍替えした鹿児島テレビのネット開始(後述)により、4つの時間帯唯一のFNN加盟全局ネットとなった。
放送期間・放送時間は同局（制作局、関東地区）のもの。

## 各番組の歴史
1959年のフジテレビ開局当初は共同テレビ制作のニュース番組を購入する形態をとっていた。その後共同テレビの報道制作機能はフジテレビに移管され、産経新聞社協力のニュース番組『サンケイホームニュース』となる。1966年には現在のFNNが発足し、番組タイトルも『FNNニュース』となる。
1978年にはローカルニュースをワイド化してきた他系列に対抗すべく、当時の鹿内信隆会長が陣頭指揮をとって夕方ニュース枠の大型化に着手。18時前半を全国向けニュース『FNNニュースレポート6:00』、後半を系列局別のローカルニュース枠とした。しかし、当時のFNNは制作力が未熟な新局も多かったことから、関東ローカルパートの『FNNニュースレポート6:30』でも飛び降りポイントを設け、部分ネットに対応していた。
鹿内春雄会長時代の1984年10月に、全国版ニュースとローカルニュースを統合した『FNNスーパータイム』がスタート。それまでのニュース番組にはなかった斬新な演出やわかりやすさ重視の構成が視聴者に受け入れられる。加えて17時台の若者向けバラエティ番組『夕やけニャンニャン』でも逸見政孝ら当時のキャスターが番組宣伝をするなどしたことが功を奏し、『JNNニュースコープ』（TBS）を引き離し視聴率トップに立つ。なお、『スーパータイム』開始当初は系列各局で番組名を差し替えて放送していたが、徐々にフジテレビにならう番組名に変更されていく（例：東海テレビ『イブニングニュース600』→『FNN東海テレビスーパータイム』）。この『スーパータイム』がのちに『FNNニュース555 ザ・ヒューマン』→『スーパーニュース』→『みんなのニュース』→『プライムニュース イブニング』→『Live News it!』とつながるフジテレビ夕方ニュース番組の基礎を築き上げた。
経営の実権が鹿内宏明から日枝久に交代された5年後の1997年4月にフジテレビが港区台場の現社屋に移転するとともに、『スーパータイム』は『FNNニュース555 ザ・ヒューマン』へ刷新する。しかし、それまでの親しみやすい路線から一転し硬派路線にしたことが仇となり1年で終了。翌年1998年4月に『スーパータイム』の路線を踏襲した『FNNスーパーニュース』となる。
2000年4月改編で平日午後のワイドショー番組一時終了を受け、『スーパーニュース』を17時開始の2時間番組に拡大する。当初17時台は関東地方など一部地域での放送だったが、その後FNN系列局の大部分が17時台より同番組を放送するようになった。
2015年4月改編で17年間続いた『スーパーニュース』に代わり『みんなのニュース』を開始する。さらに一部の地域では15時50分開始の3時間へ枠拡大（2016年9月まで）。また、この番組の開始と共に、再び独自タイトルを使用する系列局（富山テレビ・サガテレビなど）もある。視聴率低迷の影響もあり2016年秋より2時間枠に復した。2時間枠になって以降、緊急報道特番等のみ15:50~の放送になる。
2018年4月改編で『みんなのニュース』はフジテレビ・BSフジ・（同年12月開局の）BSフジ4Kの報道ニュース番組の統一ブランドである『プライムニュース』に統一するに伴い『プライムニュース イブニング』を開始。しかし、それまでの路線から再び硬派路線にしたことや出演予定だったキャスターが開始前に降板したことや社長交代（亀山千広→宮内正喜）などが影響し、視聴率低迷は本番組開始後も続いた。加えて、前番組よりも独自タイトルを使用する系列局（福島テレビ・東海テレビなど）がさらに増加した。
遠藤龍之介社長時代の2019年4月改編で平日版について、『プライムニュース』は『Live News』ブランドにリニューアルするため、『Live News イット!』を開始する。それから1年半後の2020年10月改編で、一部の地域では再度3時間へ枠拡大する事が決まった。

### 土日版
1960年代前半より新聞の日曜夕刊が休刊されたことを受け、日曜日のみ『サンケイ新聞テレビ日曜夕刊』のタイトルで放送し、土曜日は平日版同様の編成をとっていた。
1975年10月に『FNNテレビ土曜夕刊』が開始され、現在の土日版夕方ニュースというフォーマットの原型ができる。
1980年4月に放送時間を30分に拡大し、『FNNニュースレポート5:30』となる。1985年4月には土曜版の放送時間が18時開始に繰り下がるとともに、番組タイトルやフォーマットを平日と同じ『FNNスーパータイム』に統一する。
2001年4月より番組タイトルが『FNNスーパーニュースWEEKEND』に改められ、平日版との差別化が図られる。
2015年4月改編にて平日版に倣い『FNN みんなのニュース Weekend』に番組名が変更され、テーマ曲やテロップなどの番組フォーマットも平日版と再び共通化される。
2018年4月改編で平日版に倣い『プライムニュース イブニング』に番組名が変更され、平日版及び週末版の番組タイトルが17年ぶりに共通化される。
2019年4月改編で平日版に倣い『Live News イット!』に番組名が変更される。

### 年末年始
年末年始の編成は毎年、12月25日から1月4日までになる。1998年度までは通常編成同様のタイトルで放送していたが、1999年4月に平日版『スーパーニュース』がリニューアルしたことで、土日版と番組フォーマットの相違が発生する。このため同年年末より両番組に代わり年末年始向けの『FNNニュース』が編成される。1999年度から2010年度まで年末は18時台に30分、元日は15 - 16時台より10分間、年始は15 - 16時台より15分の放送だった。2011年度より年末編成も15分に短縮される。

## 主な番組

### 平日
- 共同テレビニュース（1959年3月 - 不明）
- フジテレニュース→ホームニュース（不明 - 1966年9月）
- FNNニュース（1966年10月 - 1970年10月2日）
- FNNニュース6:30（1970年10月5日 - 1978年9月29日）
- FNNニュースレポート6:00（1978年10月2日 - 1984年9月28日） - ローカルニュースは『FNNニュースレポート6:30』で放送。
- FNNスーパータイム（1984年10月1日 - 1997年3月28日）
- FNNニュース555 ザ・ヒューマン（1997年3月31日 - 1998年3月27日）
- FNNスーパーニュース（1998年3月30日 - 2015年3月27日）
- みんなのニュース（2015年3月30日 - 2018年3月30日）
- プライムニュース イブニング（2018年4月2日 - 2019年3月29日）
- Live News イット!（2019年4月1日 - ）[2]

### 週末
土曜日
- 共同テレビニュース（1959年3月 - 不明）
- フジテレニュース→サンケイホームニュース（不明 - 1966年9月）
- FNNニュース（1966年10月 - 1970年10月3日）
- FNNニュース6:30（1970年10月10日 - 1975年9月27日）
- FNNテレビ土曜夕刊（1975年10月4日 - 1980年3月29日）

日曜日
- 共同・テレビ日曜夕刊→サンケイ新聞テレビ日曜夕刊（1959年3月 - 1966年9月）
- FNNテレビ日曜夕刊（1966年10月 - 1980年3月30日）

土・日曜共通
- FNNニュースレポート5:30（1980年4月5日 - 1985年3月31日）
- FNNスーパータイム（1985年4月6日 - 1997年3月30日）
- FNNニュース ザ・ヒューマン（1997年4月5日 - 1998年3月29日）
- FNNスーパーニュース（1998年4月4日 - 2001年4月1日）
- FNNスーパーニュースWEEKEND（2001年4月8日 - 2015年3月29日）
- FNN みんなのニュース Weekend（2015年4月4日 - 2018年4月1日）
- プライムニュース イブニング（2018年4月7日 - 2019年3月31日）
- Live News イット!（2019年4月6日 - ）

### 番組の移り変わり
| 期間      | 期間      | 平日                                                           | 土曜日                                                         | 日曜日                                            |
| --------- | --------- | -------------------------------------------------------------- | -------------------------------------------------------------- | ------------------------------------------------- |
| 1959.3    | 1966.9    | 共同テレビニュース ↓ フジテレニュース ↓ サンケイホームニュース | 共同テレビニュース ↓ フジテレニュース ↓ サンケイホームニュース | 共同・テレビ日曜夕刊 ↓ サンケイ新聞テレビ日曜夕刊 |
| 1966.10   | 1970.10.4 | FNNニュース                                                    | FNNニュース                                                    | FNNテレビ日曜夕刊                                 |
| 1970.10.5 | 1975.9.28 | FNNニュース6:30                                                | FNNニュース6:30                                                | FNNテレビ日曜夕刊                                 |
| 1975.9.29 | 1978.10.1 | FNNニュース6:30                                                | FNNテレビ土曜夕刊                                              | FNNテレビ日曜夕刊                                 |
| 1978.10.2 | 1980.3.30 | FNNニュースレポート6:00                                        | FNNテレビ土曜夕刊                                              | FNNテレビ日曜夕刊                                 |
| 1980.3.31 | 1984.9.30 | FNNニュースレポート6:00                                        | FNNニュースレポート5:30                                        | FNNニュースレポート5:30                           |
| 1984.10.1 | 1985.3.31 | FNNスーパータイム                                              | FNNニュースレポート5:30                                        | FNNニュースレポート5:30                           |
| 1985.4.1  | 1997.3.30 | FNNスーパータイム                                              | FNNスーパータイム                                              | FNNスーパータイム                                 |
| 1997.3.31 | 1998.3.29 | FNNニュース555 ザ･ヒューマン                                   | FNNニュース ザ･ヒューマン                                      | FNNニュース ザ･ヒューマン                         |
| 1998.3.30 | 2001.4.1  | FNNスーパーニュース                                            | FNNスーパーニュース                                            | FNNスーパーニュース                               |
| 2001.4.2  | 2015.3.29 | FNNスーパーニュース                                            | FNNスーパーニュースWEEKEND                                     | FNNスーパーニュースWEEKEND                        |
| 2015.3.30 | 2018.4.1  | みんなのニュース                                               | FNNみんなのニュース Weekend                                    | FNNみんなのニュース Weekend                       |
| 2018.4.2  | 2019.3.31 | プライムニュース イブニング                                    | プライムニュース イブニング                                    | プライムニュース イブニング                       |
| 2019.4.1  | 現在      | Live News イット!                                              | Live News イット!                                              | Live News イット!                                 |

## クロスネット局でのネット状況
●は現FNNフルネット局。平日の『FNNニュース6:30』以前のネット状況は不明。
| 放送局                | 放送対象地域            | ネット状況 |
| --------------------- | ----------------------- | --- |
| 宮城県                | ●仙台放送(OX)           | FNN番組をネット |
| 秋田県                | ●秋田テレビ(AKT)        | FNN番組をネット |
| 山形県                | 山形テレビ(YTS)         | 1993年3月31日のFNN脱退までFNN番組をネット |
| 福島県                | 福島中央テレビ(FCT)     | 1971年10月1日のネットチェンジ前日までFNN番組をネット |
| 新潟県                | ●NST新潟総合テレビ(NST) | 月 - 土曜日はFNN番組をネット。 日曜日は1975年3月から1983年9月30日のANN脱退までANN番組をネット |
| 岡山県→岡山県・香川県 | ●岡山放送(OHK)          | 1979年4月1日の相互乗り入れ前日までANN番組をネット |
| 広島県                | 広島テレビ(HTV)         | 1975年9月30日のFNN脱退までFNN番組をネット |
| 長崎県                | ●テレビ長崎(KTN)        | FNN番組をネット |
| 熊本県                | ●テレビ熊本(TKU)        | FNN番組をネット |
| 大分県                | テレビ大分(TOS)         | FNN番組をネット |
| 宮崎県                | テレビ宮崎(UMK)         | FNN番組をネット |
| 鹿児島県              | ●鹿児島テレビ(KTS)      | 月 - 土曜日 ： 1982年9月30日のANN脱退までANN番組、 ANN脱退後の1982年10月1日から1985年3月30日までNNN番組をネット。 日曜日 ： 1982年9月26日（ANN脱退前の最後の日曜日の放送）までANN番組とNNN番組、 1982年10月3日（ANN脱退後の最初の日曜日の放送）から1985年3月31日までNNN番組をネット。 1985年4月1日から全曜日FNN番組をネット |

備考
- 北海道文化放送以前のネット局である札幌テレビではFNSのみ加盟の関係でFNN番組は放送されなかった。
- 福島テレビ、テレビ山口(TYS→tys)はJNN協定によりFNNに加盟できず、FNSのみの加盟だったため、JNN番組を編成していた。